# 巴特坎施塔特
巴特坎施塔特（德語：Bad Cannstatt，發音：[baːt ˈkanʃtat]）是德国巴登-符腾堡州斯图加特的区，面积15.71平方千米，2020年5月人口为71,285人。
巴特坎施塔特原为一独立市镇，1905年4月1日，巴特坎施塔特并入斯图加特。